# Prieuré de la Bouteille
Pour les articles homonymes, voir Bouteille (homonymie).
Le prieuré de la Bouteille, plus couramment désigné sous le nom de son vestige la chapelle Saint-Mayeul, est un ancien prieuré situé sur le territoire de la commune française du Brethon, dans le département de l'Allier.

## Localisation
Le prieuré est situé à environ deux kilomètres à vol d'oiseau à l'ouest du bourg du Brethon, dans le vallon du ruisseau de la Bouteille, à l'extrémité sud et au bord de la forêt de Tronçais, sur un éperon rocheux.

## Toponymie
Le nom de la Bouteille que porte le prieuré, mais aussi le ruisseau qu'il domine, ainsi que le lieu-dit proche et un « rond » de la forêt de Tronçais, viendrait de la légende du bûcheron François Varin, associée à la fondation du prieuré.

## Description
Du prieuré il reste l'abside de la chapelle Saint-Mayeul du début du XIIe siècle. Elle présente un chevet plat percé de trois fenêtres en plein cintre. On peut discerner quelques vestiges de peintures murales médiévales. La chapelle est surmontée d'un campanile.

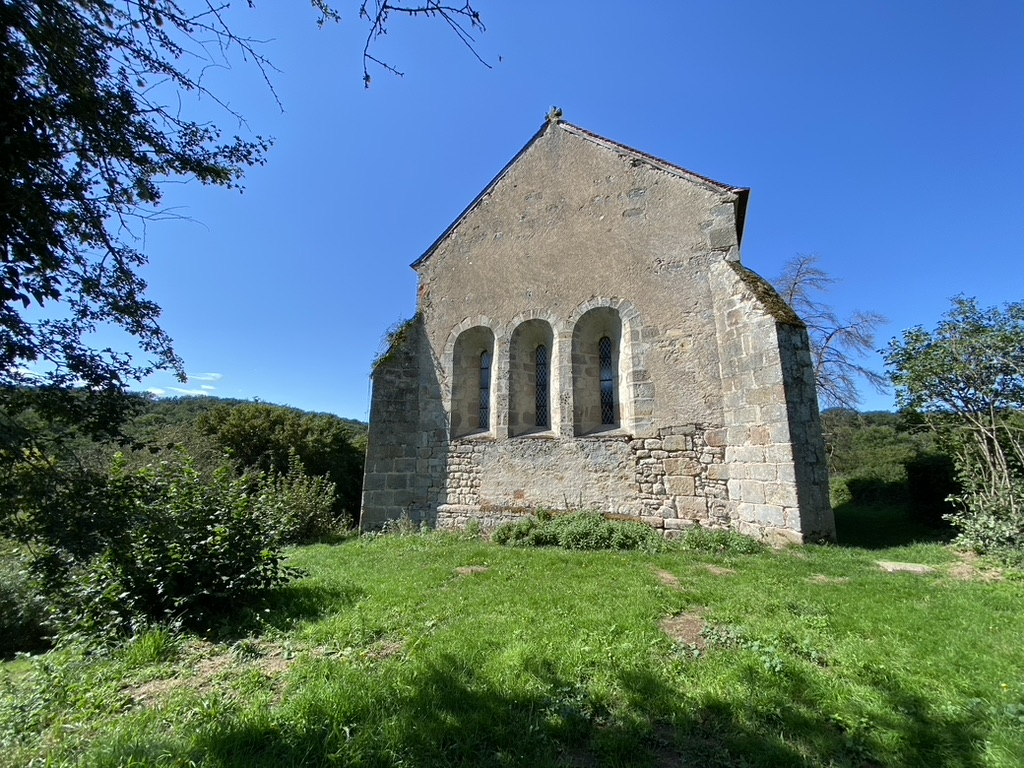
Le chevet.
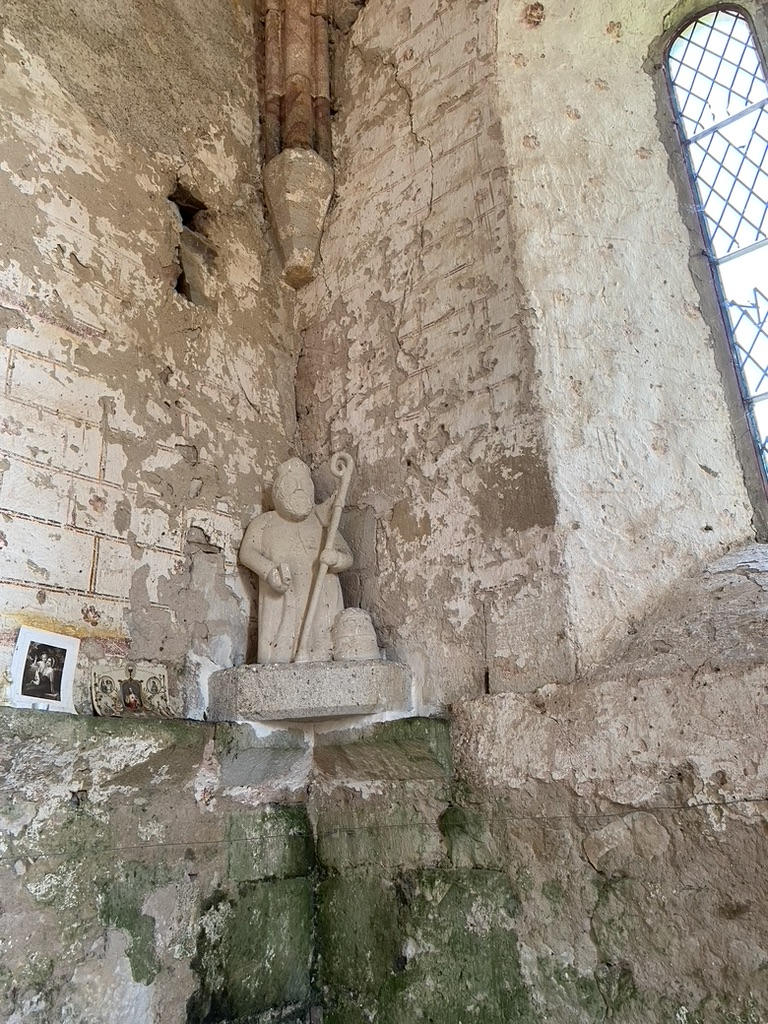
Un personnage.
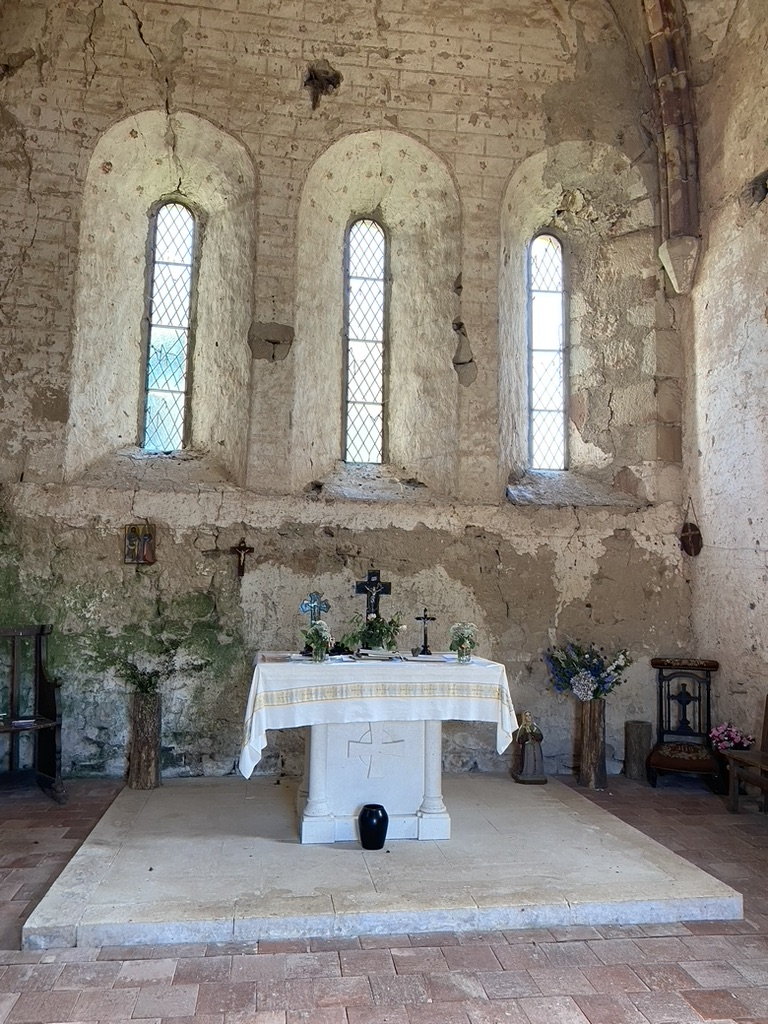
L'autel.
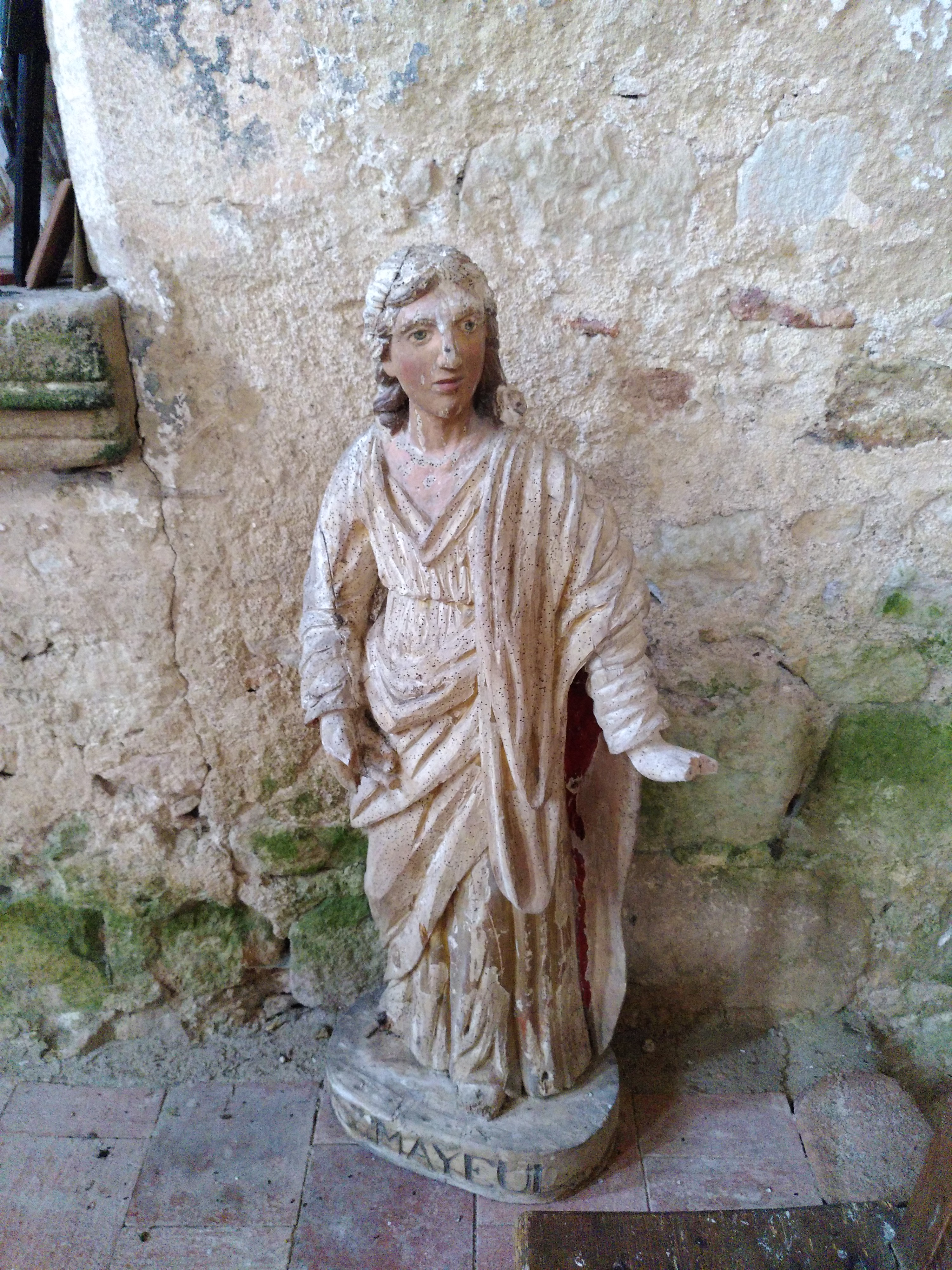
Saint Mayeul.

## Historique
Ancien prieuré bénédictin, dépendant du prieuré Saint-Pierre-et-Saint-Paul de Souvigny. La chapelle est en principe dédiée à sainte Marie-Madeleine, mais elle est surtout connue sous le vocable de saint Mayeul, abbé de Cluny, qui est censé y être passé en 964 et qui y est honoré par un pèlerinage annuel. La tradition rapporte qu'il aurait fait jaillir la font Saint-Mayeul, qu'on peut voir à proximité de la chapelle.
La chapelle Saint-Mayeul était depuis 1933 la propriété de la Société d'émulation du Bourbonnais. Elle avait obtenu le prix Émile-Mâle pour sa restauration en 1989. Ne pouvant plus faire face à l'entretien des lieux, elle l'a cédée en 2014 pour un euro symbolique à la commune du Brethon. La chapelle a servi pour la première fois de lieu d'exposition à l'été 2016.
L'édifice est inscrit au titre des monuments historiques en 1929. La chapelle est ouverte à la visite.